# Вилы (Нижегородская область)
Вилы — посёлок в Большеболдинском районе Нижегородской области. Относится к Новослободскому сельсовету.

## География
Находится в южной части Нижегородской области на расстоянии приблизительно 20 километров по прямой на юг от села Большое Болдино, административного центра района.

## Население
Постоянное население составляло 3 человека (русские 100%) в 2002 году, 3 в 2010.